# Shining (romanzo)
Shining (The Shining) è un romanzo horror di Stephen King. Edito nel 1977, rappresenta una delle tappe più importanti compiute dallo scrittore nell'allontanamento dal thriller-fantastico e nell'avvicinamento all'horror, che raggiungerà con opere come Christine - La macchina infernale e It. Il romanzo fu adattato da Stanley Kubrick nel film omonimo del 1980 interpretato da Jack Nicholson, divenuto un cult. Il romanzo fu anche riadattato per una miniserie TV nel 1997, realizzata con la supervisione dello stesso King.
La storia doveva essere originariamente ambientata in un parco divertimenti, ma, durante una vacanza, King e la moglie Tabitha soggiornarono allo Stanley Hotel ad Estes Park (Colorado), mentre i dipendenti si preparavano alla chiusura invernale. L'hotel Stanley fu usato per la miniserie TV della ABC. King ha anche ammesso di aver basato la figura di Jack Torrance su se stesso.
Il titolo è stato preso da una canzone di John Lennon, Instant Karma!. Nella canzone si dice "We all shine on". King voleva chiamare il libro The Shine, ma lo cambiò quando scoprì che "Shine" era usato anche come termine denigratorio per la gente di colore. Nel 2013 è uscito il seguito del romanzo, intitolato Doctor Sleep, con protagonista il figlio di Jack, Danny, ormai adulto e alle prese con le visioni soprannaturali dovute alla sua "luccicanza". Nel 2019 è stato realizzato un omonimo adattamento cinematografico, con Ewan McGregor nel ruolo di Danny Torrance.
Il famoso regista Stanley Kubrick annoverò Shining come uno dei testi che più lo influenzarono nella sua carriera cinematografica.

## Trama
La storia inizia nell'immaginaria cittadina di Stovington (Vermont) tra la fine del 1975 e gli inizi del 1976. Jack Torrance, ex alcolista che ha perso il proprio lavoro d'insegnante di letteratura inglese dopo aver aggredito uno studente di nome George Hatfield (il quale gli aveva bucato le gomme della macchina ma i testimoni constatarono la sua innocenza), cerca di portare a termine una commedia alla quale lavora da tempo e accetta un lavoro offertogli dall'amico Al Shockley: trasferirsi come guardiano invernale all'Overlook Hotel, un imponente albergo costruito all'inizio del XX secolo, che domina le alte montagne del Colorado e situato a 65 chilometri dal più vicino centro abitato. Jack accetta la proposta e porta con sé la moglie Wendy e il figlio Danny di cinque anni. La famiglia spera di ritrovare nell'albergo un periodo di serenità, correndo il rischio però di rimanere isolati da tutto il mondo esterno a causa della neve che li bloccherà durante l'inverno. Appena arrivati Jack ha un colloquio col direttore dell'albergo, Stuart Ullman, il quale informa che molti anni prima Delbert Grady, guardiano invernale di quell'anno, impazzì e si uccise dopo aver fatto a pezzi la moglie e le sue due figlie. Quello è stato solo uno dei tanti omicidi e suicidi avvenuti nell'albergo.
Prima che gli ultimi lavoratori lascino l'hotel, Danny conosce il cuoco afroamericano Dick Hallorann, con cui ha in comune dei poteri extra-sensoriali, la cosiddetta "aura" ("the Shining") che gli permette di vedere fatti accaduti o che accadranno in futuro. Dick dice a Danny che vivendo nell'albergo potrebbe capitargli di vedere alcuni dei fatti di sangue accaduti in passato, ma non dovrà averne paura perché non sono immagini reali. Hallorann mette inoltre in guardia il bambino avvertendolo di non andare in alcuni luoghi ritenuti molto pericolosi: la camera 217, la soffitta e di fare attenzione al giardino dove sono presenti le siepi a forma di animale. E che se mai avrà bisogno d'aiuto basterà chiamarlo con la forza del pensiero e lui lo sentirà. Prima di andarsene Ullman fa un tour per la famiglia e, arrivati alla camera presidenziale, Danny ha la visione di un dipinto di sangue e liquido cerebrale sul muro ed inizia ad avere suggestione di un estintore.
Con il passare del tempo la famiglia si ritrova isolata dalla neve e Danny, grazie ai suoi poteri e all'aiuto dell'amico immaginario Tony, avverte il peso degli orribili avvenimenti passati che si materializzano davanti a lui, come il suicidio nella camera 217, ma impara anche ad opporsi ad essi e a scacciare le insidiose presenze. Jack, nel giardino, ha una strana esperienza: vede le siepi a forma di animali cambiare posizione quando non le guarda. Jack, che rovistando nel sotterraneo ha scoperto dei documenti compromettenti sulla storia dell'albergo, tenta di parlarne con Ullman rischiando di essere licenziato. Presto però, Jack rimane vittima delle forze maligne che l'albergo sembra aver assorbito e sotto il controllo di esse viene spinto ad aggredire la sua famiglia. Infatti Jack ha un incubo in cui suo padre gli parla tramite una radio, dicendogli che la sua famiglia sarà sempre contro di lui, portandolo a distruggere l'apparecchio. Durante questo avvenimento Danny va nella camera 217 e viene strozzato da una donna in putrefazione uscita dalla vasca da bagno. Wendy, vedendo le ferite al collo, crede che sia stato Jack e cerca di allontanarlo da lui. Jack, innocente, si altera e si reca nella sala da ballo, dove parla con il barman Lloyd degli anni Venti bevendo martini e durante la conversazione vede delle persone in maschera che lo guardano, ma all'arrivo di Wendy sparisce tutto compreso Lloyd. Jack vuole dimostrare di essere innocente, quindi si reca nella camera 217, riuscendo però a fuggire prima che la donna lo raggiunga. Poco dopo Danny, giocando nel giardino, vede un bambino che chiede di "giocare con lui per sempre" e rivive la stessa esperienza vissuta dal padre con le siepi a forma di animali.
Col passare del tempo Jack inizia ad avere pensieri sempre più negativi riguardo alla sua famiglia e Danny, percependo il pericolo per suo padre prova ed entrare nella sua mente, ma ne viene infine scacciato dalla volontà maligna dell'albergo che imita la voce del padre e, in preda al panico, chiama Dick che accorre con un gatto delle nevi. Jack, girovagando nell'albergo, ritorna nella sala da ballo dove si sta svolgendo una festa. Confrontandosi ancora con Lloyd, Jack capisce che loro vogliono Danny e si ingelosisce poiché "è lui il custode dell'albergo". Subito dopo incontra il fantasma di Delbert Grady che cerca di convincerlo ad uccidere il figlio (per impadronirsi della sua anima) e la moglie, se si mette di mezzo. Il nervosismo, la sbornia e una botta alla testa annebbiano la mente di Jack, permettendo all'albergo di controllarlo.
Madre e figlio capiscono che Jack non è più lo stesso e Wendy va a cercarlo nella sala da ballo, venendo però minacciata di morte dal marito, che tenta infine di strangolarla. La giovane moglie trova così il coraggio di ferirlo con un fiasco e riesce a rinchiuderlo dentro alla dispensa. Qui Jack sente di nuovo la voce di Grady che è disposto a farlo uscire a patto che si occupi di Danny e di sua moglie. L'uomo accetta e la porta della dispensa si apre. Jack per un istante ha l'impressione che dietro la porta, dove sentiva la voce di Grady, vi fosse qualcosa di orribile e maligno. Wendy, sentendo strani rumori, va nella sala da ballo a controllare e viene aggredita da Jack con una mazza da roque. Dopo aver accoltellato Jack, Wendy si rinchiude nella stanza da bagno. Qui Dick Hallorann, che nel frattempo era partito dalla Florida, torna all'albergo con il gatto delle nevi e viene aggredito da una delle siepi a forma di leone, ma riesce ad entrare nell'albergo giusto in tempo per essere stordito da Jack, che con un colpo di mazza gli fracassa la mascella e lo zigomo. Jack insegue Danny per i corridoi riuscendo presto a raggiungerlo. Qui Danny si fa coraggio e cerca di fare tornare in sé il padre ormai impazzito.
Jack esce infine dalla follia in cui era piombato, implorando Danny di scappare prima che sia tardi, dicendogli infine di avergli sempre voluto bene. Danny tuttavia cerca di aiutare il padre, ma in quel momento la mano di Jack, di cui si è impossessata l'entità dell'albergo, afferra la mazza e fa sì che egli si fracassi la faccia. In quel momento il volto di Jack diventa irriconoscibile e inumano. Danny vi vede le facce di tutte le persone morte nell'Hotel. L'entità maligna ha preso infine pienamente possesso del corpo di Jack, desiderosa di prendere Danny per i suoi poteri. Il bambino in quel momento ricorda che la pressione della caldaia non era più stata abbassata da ore e che tra poco sarebbe esplosa, e sia suo padre che l'entità se ne sono dimenticati. L'entità, sconvolta e terrorizzata, decide di lasciare perdere Danny e scappando con il corpo di Jack si dirige nella cantina per abbassare la pressione della caldaia. Danny fugge avvertendo Halloran e sua madre di scappare perché l'albergo sta per esplodere. L'entità, raggiunta la cantina, gira al massimo la pressione della caldaia. Pensa di avercela fatta, ma in quell'istante la caldaia esplode, avvolgendo tra le fiamme l'intero hotel. Pochi istanti prima dell'esplosione, tuttavia, Wendy, Danny e Hallorann fuggono dall'esplosione col gatto delle nevi.
L'epilogo si svolge la stessa estate del 1976: Hallorann ha trovato un lavoro in un ristorante alpino, e riceve la visita di Wendy e Danny. Qui Dick tenta di consolare Danny per la morte del padre.

## Genere

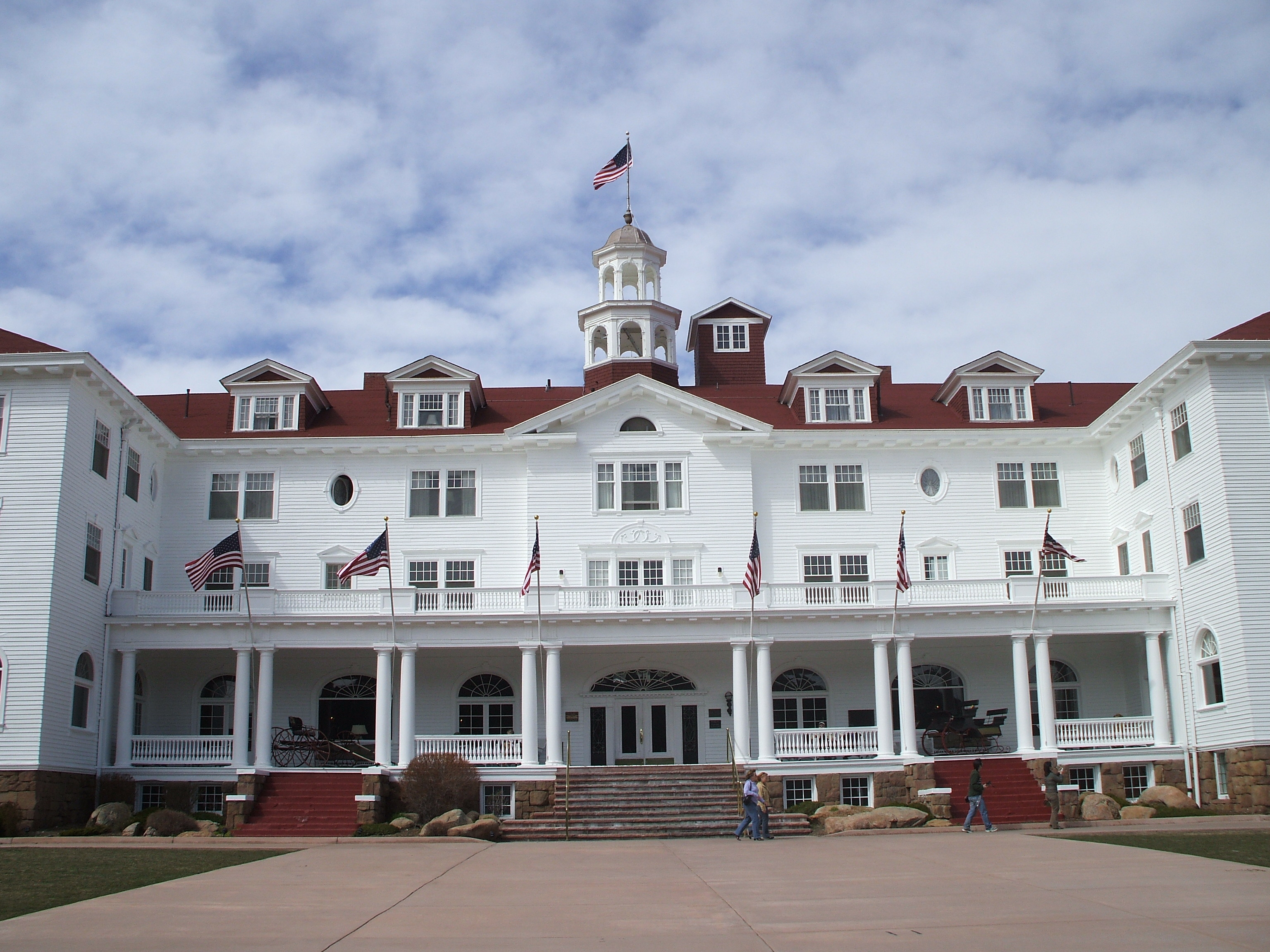
Lo Stanley Hotel a Estes Park, Colorado, Stati Uniti d'America, principale fonte di ispirazione di King

La storia è un'entrata nel genere thriller e soprannaturale ed usa il concetto di edificio con un'anima, un'idea già usata da Edgar Allan Poe in La caduta della casa degli Usher. Il testo è evidentemente ispirato al romanzo Burnt Offerings (Ballata macabra) di Robert Marasco dal quale il regista Dan Curtis trasse l'omonimo film con Karen Black, Oliver Reed e Bette Davis.

## Temi
L'autore affermò che Shining include un'esplorazione della dipendenza da alcol e delle relazioni personali fra genitori e figli.

## Storia editoriale
Il romanzo ha venduto nella prima edizione rilegata 47 mila copie, mentre nella prima edizione economica ha superato i quattro milioni di copie vendute.
Esiste una versione del libro con quaranta “pagine fantasma” alla fine del romanzo: entrambe le parti (intitolate rispettivamente Before the play e After the play) sono state pubblicate nella versione Deluxe della Cemetery Dance Publications a metà del 2017.

## Citazioni e riferimenti
- Nel film Ho sposato un'aliena l'attrice Kim Basinger, che interpreta un'extraterrestre che tra gli altri ha anche il potere di leggere tutto il contenuto di un libro prendendolo soltanto in mano, prende il libro da uno scaffale e, dopo aver provato un brivido, lo posa immediatamente.
- Nell'episodio Three Kings, de I Griffin (episodio dedicato a Stephen King) Peter afferma che voleva fare una parodia di Shining, ma l'idea di Stewie che brandisce un'ascia gli sembrava assurda.
- Ne La paura fa novanta V de I Simpson, il primo episodio, The Shinning è dedicato a Shining con Homer nella parte di Jack Torrance, Marge nel ruolo di Wendy e Bart il piccolo Danny.
- Nel tredicesimo episodio della terza stagione di Friends, i protagonisti Joey e Rachel sono alle prese con la lettura del libro.
- Nel capitolo 17,16 di "Billy Summers", Stephen King cita l'Overlook Hotel come un luogo, non più presente (il romanzo è ambientato nel 2019), dove "sono successe delle cose terribili"; si trovava vicino alla dépendance della capanna di Bucky, da cui se ne vedono le rovine a valle.  Inoltre, nel capitolo 22,1, un quadro nella stessa dépendance della casa di Bucky ritrae la siepe a forma di animali di fronte all'Overlook.

## Edizioni
- Stephen King, Shining, traduzione di Adriana dell'Orto, collana Tascabili-Best Seller, Bompiani, 2001,  p. 430, ISBN 88-452-4655-8.